# Mellingen
Mellingen est une ville et une commune suisse du canton d'Argovie, située dans le district de Baden.

Photo aérienne prise par Walter Mittelholzer (1922).

## Culture et patrimoine

### Héraldique
| Blason | Blasonnement : D'or au lion rampant de gueules sous un chef du même à la devise d'argent. Commentaires : Jusqu'en 1935, la ville de Mellingen porta les armes historiques : de gueules à la boule d'argent. |